# 장난 (배드민턴 선수)

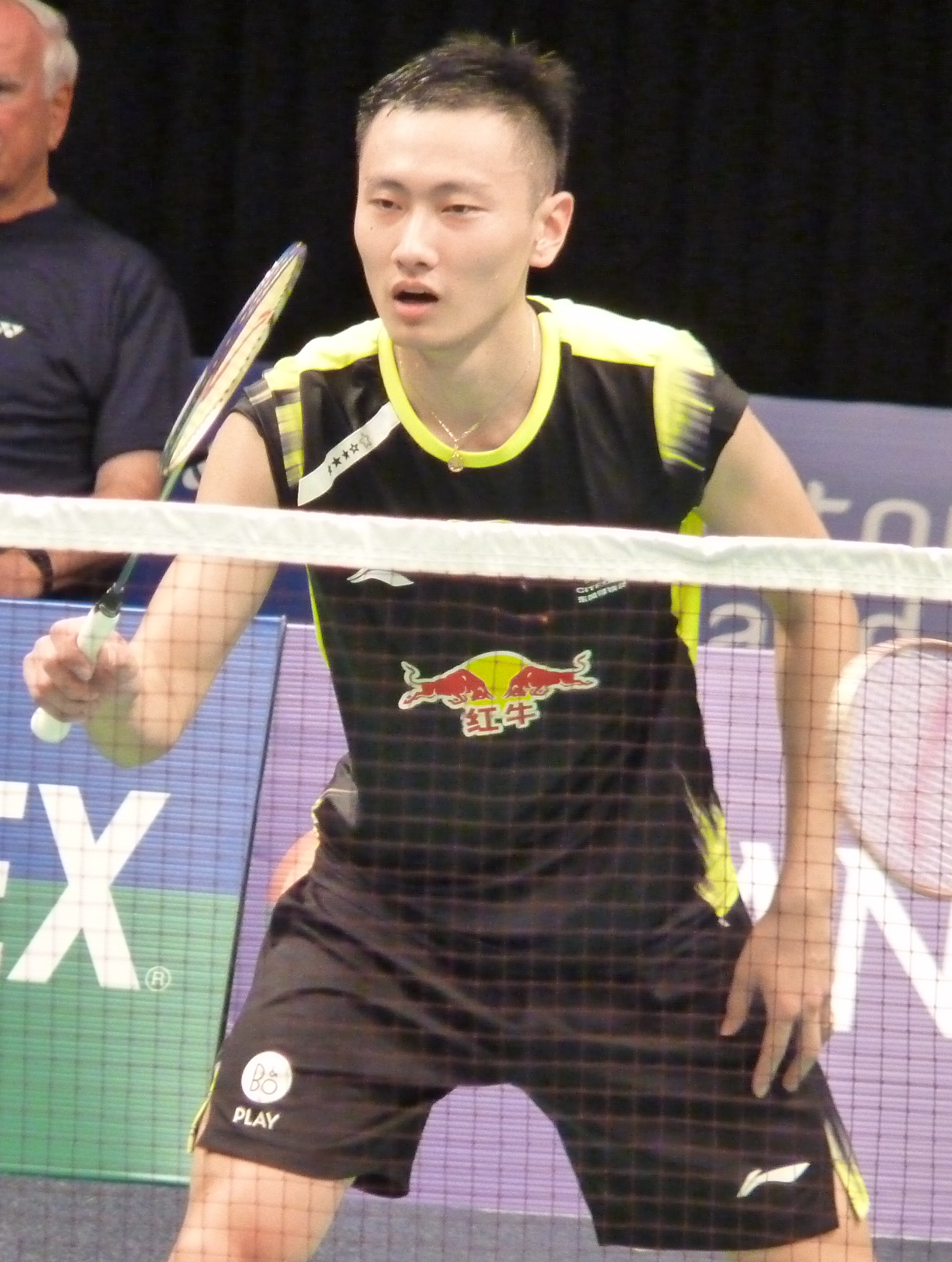

장난(중국어 간체자: 张楠, 정체자: 張楠, 병음: Zhāng Nán, 1990년 3월 1일 ~ )은 은퇴한 중국의 배드민턴 선수로 남자 복식과 혼합 복식을 모두 전문으로 한다. 이전 파트너 자오윈레이와 함께 혼합 복식에서 많은 성공을 거두었다. 이들은 2012년 하계 올림픽에서 금메달을 획득했고, 2011년, 2014년, 2015년 BWF 세계 선수권 대회에서 3개의 금메달, 2014년 아시안 게임에서 금메달을 획득했다. 모든 주요 이벤트를 한 조로 우승한 그들은 역대 가장 성공적인 혼합복식 조 중 하나로 간주된다. 장난 자신은 배드민턴 역사상 최고의 선수 중 한 명으로 간주된다.
자오와 함께 혼합 복식에서 큰 성공을 거둔 장난은 푸하이펑과 파트너가 되어 2016년 하계 올림픽에서 금메달을 획득했다. 그 후 푸하이펑은 은퇴했고 장난은 류청과 파트너 관계를 맺고 2017 BWF 세계 선수권 대회 남자 복식 세계 챔피언이 되었다.